# Chebský vikariát
Vikariát Cheb je jedním z deseti vikariátů Diecéze plzeňské. 

## Členění vikariátu
Vikariát Cheb se člení na následujících osm farností:
| Farnost                                            | Správce                                                                                              | Sídlo | Farní kostel                                      | Filiální kostely |
| -------------------------------------------------- | --- | --- | ------------------------------------------------- | --- |
| Římskokatolická farnost Františkovy Lázně          | P. Mgr. Jan Nepomuk Janeček, O.Cr., farář                                                            | Ruská 107/5, 351 01 Františkovy Lázně                                                                       | Kostel povýšení svatého Kříže (Františkovy Lázně) | |
| Římskokatolická farnost Cheb                       | P. Mgr. Libor Buček, administrátor                                                                   | Kostelní náměstí 188/15, 350 02 Cheb                                                                        | Chrám svatých Mikuláše a Alžběty (Cheb)           | - Kostel svatého Michaela Archanděla (Dolní Žandov) - Kostel svatého Oldřicha (Dřenice) - Kostel Nejsvětější Trojice (Hrozňatov) - Kostel svatého Bartoloměje (Cheb) - Kostel svatého Václava (Cheb) - Kostel Zvěstování Panny Marie (Cheb) - Kostel svatého Šimona a Judy (Milíkov) - Kostel svatého Osvalda (Nebanice) - Kostel svaté Anny (Palič) - Kostel svatého Jakuba Staršího (Pomezí nad Ohří) - Loretánská kaple ve Starém Hrozňatově - Kostel svatého Ducha (Starý Hrozňatov) - Kostel Nalezení svatého Kříže (Úbočí) |
| Římskokatolická farnost Skalná                     | P. Mgr. Jaroslav Šašek, administrátor in spiritualibus Jaromír Slezák, odministrátor in materialibus | Kostelní náměstí 16, 351 34, Skalná                                                                         | Kostel svatého Jana Křtitele (Skalná)             | - Kostel svatého Jiří (Kopanina) - Kostel svaté Kateřiny (Křižovatka) - Kostel Navštívení Panny Marie (Luby) - Kostel svatého Ondřeje (Luby) - Kostel Povýšení svatého Kříže (Nový Kostel) - Kostel Neposkvrněného početí Panny Marie (Plesná) - Kostel svatého Šebestiána (Skalná) |
| Římskokatolická farnost Aš                         | P. Mgr. Richard Polák, administrátor                                                                 | Mikulášská 57/9, 352 01 Aš                                                                                  | Kostel svatého Mikuláše (Aš)                      | - Kostel Povýšení svatého Kříže (Hazlov) - Kostel svatého Jiří (Hazlov) - Kostel Navštívení Panny Marie (Hranice) - Kostel Nejsvětějšího Srdce Ježíšova (Kopaniny) - Kostel svatého Karla Boromejského (Mokřiny) - Kostel Panny Marie (Nebesa) |
| Římskokatolická farnost Mariánské Lázně            | P. ICLic. Řehoř Pavel Urban, O. Praem, administrátor                                                 | Nehrova 26/3a, 353 01 Mariánské Lázně                                                                       | Kostel Nanebevzetí Panny Marie (Mariánské Lázně)  | - Kaple svatého Josefa (Drmoul) - Kostel svaté Markéty (Lázně Kynžvart) - Kostel svatého Víta (Trstěnice) - Kostel Čtrnácti svatých pomocníků (Tři Sekery) - Kostel svatého Antonína Paduánského (Úšovice) - Kostel svaté Anny (Velká Hleďsebe) |
| Římskokatolická farnost Františkovy Lázně - venkov | P. Jan Nepomuk Janeček, O.Cr., administrátor excurrendo                                              | Ruská 107/5, 351 01 Františkovy Lázně                                                                       | Kostel svatého Jakuba Staršího (Horní Lomany)     | - Kostel svaté Kateřiny (Libá) - Kostel svatého Mikuláše (Milhostov) - Kostel svatého Jakuba a svatého Wolfganga (Ostroh) - Kostel svatého Vavřince (Třebeň) |
| Římskokatolická farnost Teplá                      | P. Benedikt Milan Košlab, O. Praem., administrátor excurrendo                                        | (adresa sídla) Masarykovo náměstí 7, 364 61 Teplá (kontaktní adresa) V Aleji 90, 349 52 Konstantinovy Lázně | Kostel svatého Jiljí (Teplá)                      | - Kostel svatého Petra a Pavla (Mnichov) - Kostel svatého Vavřince (Ovesné Kladruby) - Kostel svatého Jana a Pavla (Rájov) - Kostel Panny Marie Pomocnice křesťanů (Sítiny) |
| Římskokatolická farnost Teplá – Klášter            | P. Augustin Ján Kováčik, O.Praem., farář a převor tepelského kláštera                                | Klášter Teplá 1, 364 61 Teplá u Toužimě                                                                     | Kostel Zvěstování Páně (Teplá)                    | - Kostel Narození svatého Jana Křtitele (Úterý) - Kostel svatého Václava (Úterý) - Kostel svatého Jakuba Staršího (Vidžín) |